# Diğdem Hoşgör

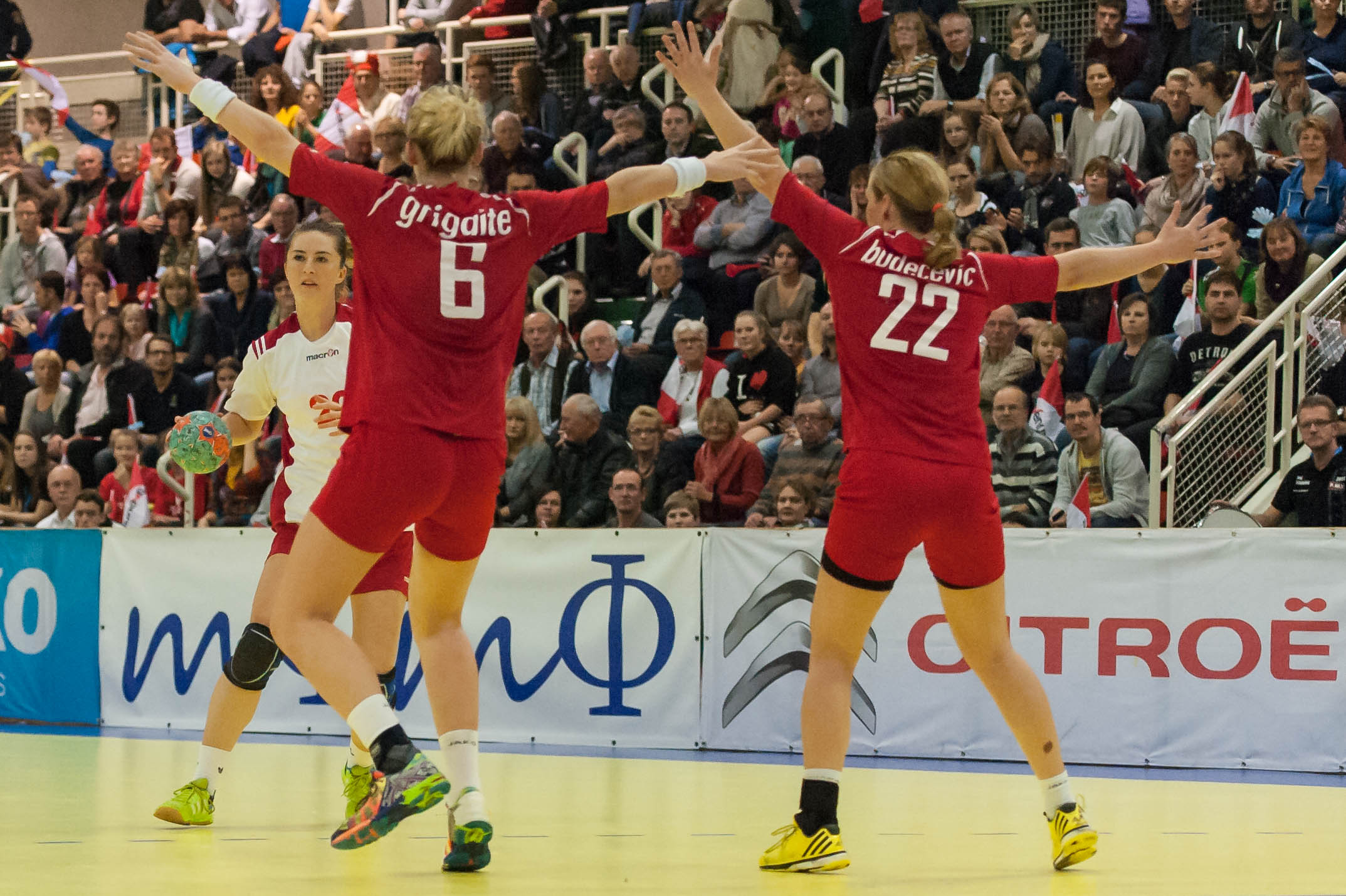
Hoşgör (amb la samarreta nacional vermell i blanc) atacant a l'Àustria en el partit de qualificació per la Copa del Mon 2015

Diğdem Hoşgör (Antalya, 2 d'octubre de 1991) és una jugadora d'handbol turca. Juga al Muratpaşa Belediyespor d'Antalya i amb aquest club ha estat part del primer equip turc per a jugar una semifinal europea d'handbol el 2015. Des de 2009 és integrant de la selecció nacional turca d'handbol platja i des de 2014 de la selecció nacional turca d'handbol femení.